# Phylogenetic Assignment of Named Global Outbreak Lineages
La Phylogenetic Assignment of Named Global Outbreak Lineages (PANGOLIN, denominació artificiosa que traduïda literalment seria «assignació filogenètica de llinatges de brots globals anomenats», i de forma més ajustada al que significa hauria de ser «denominació filogenètica de llinatges per al SARS-CoV-2». PANGOLIN és un programari desenvolupat per membres del Rambaut Lab, i l'aplicació web associada és desenvolupat pel Centre for Genomic Pathogen Surveillance a South Cambridgeshire (Anglaterra). El seu propòsit és implementar una nomenclatura dinàmica dels llinatges del SARS-CoV-2 (el virus que causa la COVID-19), coneguda com la nomenclatura Pango. Permet a un usuari assignar a una mostra de SARS-CoV-2 a un llinatge Pango comparant la seqüència del genoma de la mostra amb altres seqüències de genoma, i assigna el llinatge més probable (llinatge Pango) a les seqüències de consulta SARS-CoV-2.
Tal com es descriu a Andrew Rambaut i cols. (2020), un llinatge Pango es descriu com un cúmul de seqüències associades a un esdeveniment epidemiològic, per exemple, la introducció del virus en una àrea geogràfica diferent amb evidències de propagació posterior. Els llinatges estan dissenyats per capturar la vora emergent de la pandèmia i tenen una resolució de gra fi adequada per a la vigilància epidemiològica genòmica i la investigació dels brots.